# Synagoga w Lubece
Synagoga w Lubece (niem. Synagoge in Lübeck) – synagoga znajdująca się na terenie Starego Miasta w Lubece przy St.-Annen-Straße 13, pomiędzy kościołem św. Idziego i dawnym klasztorem św. Anny.
Synagoga została zbudowana w 1880 roku, w stylu mauretańskim z okazałą kopułą. Podczas nocy kryształowej z 9 na 10 listopada 1938 roku, bojówki hitlerowskie doszczętnie zniszczyły wnętrze synagogi. 
W latach 1939–1941 została przebudowana. Na jej ścianie frontowej znajduje się fragment Psalmu 67,4 w języku hebrajskim: "Niech Ciebie, Boże, wysławiają ludy". Obecnie synagoga należy do miejscowej gminy żydowskiej i nadal służy celom kultowym.